# Thorsten Quaeschning
Thorsten Quaeschning (Berlín, 1977) es un músico, compositor y productor de música electrónica alemán. Ha publicado algunas grabaciones y bandas sonoras, en solitario o conjuntamente con otros artistas. Desde 2005 forma parte del grupo de música electrónica Tangerine Dream. Toca el sintetizador, percusión, guitarra y ocasionalmente canta sus proyectos.

## Biografía
Quaeschning nació el 23 de febrero de 1977 en Berlín en el seno de una familia conocedora de la música clásica. Su formación musical fue clásica, aprendiendo a tocar el violín, la flauta y el piano y fue seguidor de compositores clásicos como Wagner, Telemann, Smetana o Mozart. A lo largo de los años 90 descubrió otros estilos musicales como el gótico, el rock progresivo o el rock alternativo y comenzó a construir su propio estudio de grabación doméstico.

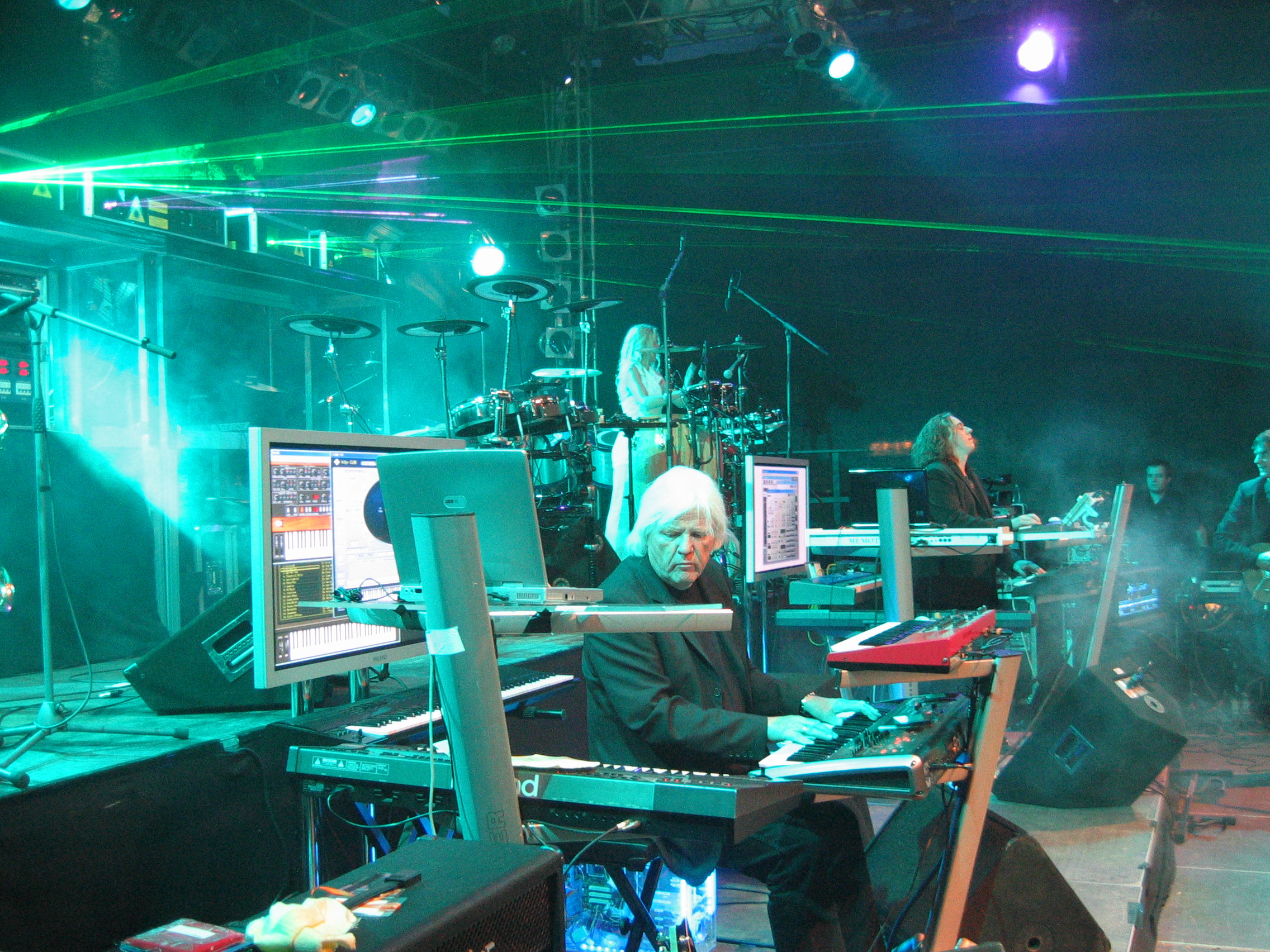
Thorsten Quaeschning (dcha.) en una de sus primeras giras con Edgar Froese (izda.) y Tangerine Dream (Eberswalde, 1 de julio de 2007)

En 2004 ve la luz su primer trabajo discográfico autoeditado: el EP Extended... firmado por el grupo Minory. El mismo año se incorpora a Tangerine Dream, inicialmente realizando labores de producción y masterización para desde 2005 ejercer como músico y compositor. Desde ese momento ha formado parte de todas las grabaciones del grupo y ha ejercido el liderazgo de la banda tras el fallecimiento de su fundador, Edgar Froese, en 2015.
En 2007 funda junto a músicos como Christian Hausl, Djirre, Juergen Heidemann, Kai Hanuschka, Sascha Beator, Thorsten Spiller, Tommy Betzler o Vincent Nowak el grupo Picture Palace Music. La idea principal es reproducir la dinámica musical y los experimentos del acompañamiento musical "en vivo" propio de las películas mudas y otorgarles una banda sonora con las opciones técnicas de hoy en día. Entre 2007 y 2013 han publicado 13 álbumes inspirados por películas clásicas como Metrópolis o El Gabinete del Doctor Caligari.
También ha realizado varias bandas sonoras: para el cortometraje Remnants (2013), para el documental Letters from Libya (2015) y para la película dirigida por James Dylan Cargo (2018).

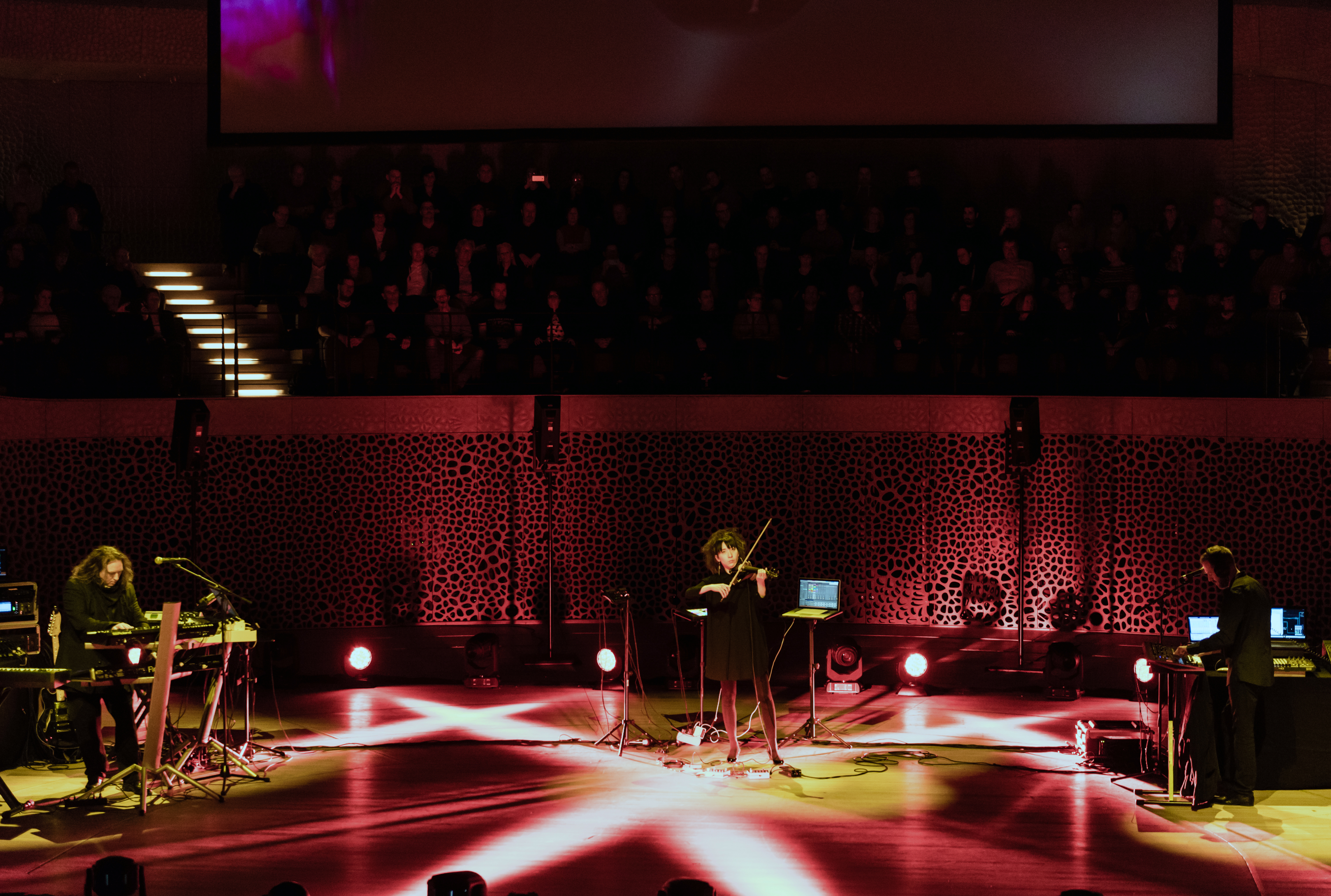
Tangerine Dream en 2018: Thorsten Quaeschning (izda.), Hoshiko Yamane (centro) y Ulrich Schnauss (dcha.).

El 14 de julio de 2017 publicó el álbum Synthwaves junto a su compañero en Tangerine Dream Ulrich Schnauss.

## Discografía
En Solitario
- Synthwaves (2017) junto a Ulrich Schnauss

En Picture Palace Music
- Next Year, We May All Be Miles Away - Music For The Winter Solstice (2007)
- Somnambulistic Tunes (2007)
- Music Inspired By Robert Wiene's "Das Cabinet Des Dr. Caligari" (2007)
- Nostalgia - Music For Pictures And Sculptures (2008)
- Walpurgisnacht - Music For Saints & Witches (2008)
- Auerbach's Night Club - Music For The Lust Generation & Wine-Cask-Riders (2008)
- Symphony For Vampires (2008)
- Natatorium - Music For Moonlight Drive & Swimming Pools (2009)
- Fairy-Marsh-Districts - Music For Sunken Monasteries & Castle Moats (2009)
- Midsummer - Music For Sound Divers & Baptism Ceremonies (2010)
- Metropolis Poetry - Music Inspired By Fritz Lang's "Metropolis" (2011)
- Indulge The Passion (2012)
- Remnants - Music For Ancient Light And Bluestone Circles (2013)

En Tangerine Dream
- Phaedra 2005 (2005)
- Jeanne d'Arc (2005)
- Tangerine Dream Plays Tangerine Dream (2006)
- Paradiso (2006)
- Live At The Tempodrome Berlin (2006)
- Metaphor (2006)
- 35th Phaedra Anniversary Concert (2007)
- Booster (2007)
- Springtime In Nagasaki (2007)
- One Night In Space (2007)
- Orange Odyssey (Live Open Air Concert July 2007) (2007)
- London Astoria Club Concert 2007 (2007)
- Madcap's Flaming Duty (2007)
- Autumn In Hiroshima (2008)
- Views From A Red Train (2008)
- Booster Vol. II (2008)
- Loreley (2008)
- Purple Diluvial (2008)
- The London Eye Concert (2009)
- Rocking Out The Bats (2009)
- Izu (2010)
- Under Cover - Chapter One (2010)
- The Angel From The West Window (2011)
- Knights Of Asheville - Tangerine Dream Live At The Moogfest In Asheville 2011 (2011)
- The Gate Of Saturn (Live At The Lowry Manchester 2011) (2011)
- Live In Budapest At Béla Bartók National Concert Hall (2012)
- Live At Admiralspalast Berlin (2012)
- Starmus - Sonic Universe (2013)
- Quantum Key (2015)
- Live At Philharmony Szczecin-Poland 2016 (2016)
- Particles (2016)
- Quantum Gate (2017)
- The Sessions I (2017)
- Pledge Access Pass (2017)
- Light Flux (2017)
- The Sessions II (2018)
- The Sessions III (2018)
- The Sessions IV (2018)